# Таинственный незнакомец
«Таи́нственный незнако́мец» (англ. «The Mysterious Stranger») — поздний незаконченный роман Марка Твена, впервые опубликованный в 1916 году после смерти автора его секретарём и хранителем литературного наследия Альбертом Бигло Пейном.

## История
Текст, который опубликовал Пейн, изначально считался каноническим. Однако после его смерти новый хранитель Бернард Де Вото, занявший этот пост в 1938 году, обнародовал ещё два варианта романа. Каждая из этих рукописей была незаконченной, как и опубликованный труд Пейна. Каждая рукопись имела своё авторское название, и их хронология такова: «Хроника Сатаны-младшего» (англ. The Chronicle of Young Satan), «Школьная горка» (англ. Schoolhouse Hill) и «№ 44, Таинственный незнакомец: Старинная рукопись, найденная в кувшине. Вольный перевод из кувшина» (англ. No. 44, the Mysterious Stranger: Being an Ancient Tale Found in a Jug and Freely Translated from the Jug).
Вариант «Школьная горка» изначально задумывался Твеном как продолжение приключений Тома Сойера и Гека Финна. Здесь действие происходит в родном городе автора Ганнибале, штат Миссури в США. Эта рукопись считается пробой пера, подступом к более продуманным и содержательным романам. Действие двух других вариантов происходит в городе Эзельдорф в средневековой Австрии и они получили название «эзельдорфские».
Бернард Де Вото одобрил выбор редакции Пейна, как потом показало время, ошибочной и неправомерной. В 1969 году Калифорнийский университет выпустил полное научное издание всех трех редакций романа и сопутствующих им материалов. Именно это научное издание позволяет судить о действиях Пейна, который выбрал для публикации первый вариант «Хроника Сатаны-младшего», которая имеет самостоятельное художественное значение. И это действие, по признанию литературоведов, правильно, но дальше с романом начали происходить чудеса. Последняя глава изданной книги была взята из отдельной шестистраничной рукописи, которая имела авторскую помету «Заключение книги», но была написана Твеном для «№ 44, Таинственный незнакомец» (выбранное Пейном название романа «Таинственный незнакомец» было взято от этого варианта).
Пейн самолично удалил из незаконченной рукописи несколько эпизодов, не получивших продолжения в основной канве романа и ослабил антиклерикальные мотивы, которые красной нитью проходили по позднему творчеству писателя. Пейн заменил действующее лицо книги — отца Адольфа, негодяя священника, на некоего астролога, взятого также из второй эзельдорфской рукописи. Таким образом, все дурные поступки священника и церкви были преподнесены как поступки тёмного и суеверного шарлатана. Также были удалены несколько законченных эпизодов, для смягчения антирелигиозной сути книги. Марк Твен в своем творчестве всегда полагался на вкусы своей жены — женщины набожной и богобоязненной, которая выступала главным критиком его книг. По этой причине в ранних и даже зрелых его книгах подобные темы обходились и были незаметны. Однако после смерти её и троих из четырёх детей, Твен перестал обращать внимание на мнение общества и толпы. Большинство его книг стали остро социальными и антицерковными.
До сих пор многие исследователи наследия Твена не могут договориться о том, какую публикацию «Таинственного незнакомца» считать канонической, но все единогласно соглашаются, что это произведение — жемчужина творчества писателя.

## Сюжет
Август Фельднер работает в типографии, которая разместилась в одном из помещений просторного замка. Однажды в замке появляется оборванец, представившийся № 44, Новая Серия 864962 и готовый взять на себя любую работу, лишь за еду и кров. Несмотря на возражения практически всех персонажей, владелец типографии решает принять мальчика. И вскоре он показывает себя прекрасным работником, к тому же смиренно сносящим все издевательства над собой. В награду за его труд владелец типографии принимает 44 в ряды печатников, что лишь подогревает ненависть его более старших товарищей. В отличие от своих коллег, Август по-доброму относится к 44, но у него не хватает духу вступиться за него. Поэтому он начинает тайную дружбу с мальчиком, выясняя что 44 — практически всемогущее существо. Колдовская сила 44 быстро становится известна и всем остальным обитателям замка, но они списывают её на то, что 44 — ученик поселившегося в замке астролога Балтасара Хофмана. И именно астролога они винят во всех колдовских проказах 44. Хотя, на самом деле 44 лишь делает вид, что подчиняется астрологу, стараясь по каким-то своим причинам создать Балтасару репутацию могущественного колдуна.
Хотя новый друг Августа и чрезвычайно могущественен, он абсолютно не интересуется религией, а на людей смотрит примерно так же, как сами люди смотрят на котов. Попутно он раскрывает и не самые лучшие качества священника Адольфа, всеми уважаемого за полное отсутствие страха перед Сатаной. Человек, который когда-то спас Адольфу жизнь, теперь прикован к постели, а его обезумевшую от горя мать Адольф приговорил к сожжению на костре. Хотя Август желает раскрыть Адольфу глаза на то, кого он пытается отправить на костер, 44 запрещает это делать, ссылаясь на то, что всё уже предопределено. При этом объяснить, кем он является, 44 отказывается, ссылаясь на то, что человек — слишком примитивное существо, и он просто не представляет, как объяснить людям свою природу. В конце он раскрывает Августу тайну — на самом деле нет вообще ничего и никого, есть только сон некоей блуждающей в пустоте мысли. Сам же 44 — не более, чем игра воображения этой мысли. О чём Август мог бы и сам догадаться — такой вздорный мир, в котором Бог проповедует о любви и всепрощении, при этом обрекая людей на вечные муки в аду, мог привидеться только в ночном кошмаре.
Удивительно, что ты не задумался над тем, что твоя вселенная и всё сущее в ней — сон, видения, грёза! Удивительно, ибо она безрассудна, вопиюще безрассудна, как ночной кошмар: бог, в чьих силах сотворить и хороших детей, и плохих, предпочитает творить плохих; бог, в чьих силах осчастливить всех, не даёт счастья никому; бог повелевает людям ценить их горькую жизнь, но отпускает такой короткий срок; бог одаривает ангелов вечным блаженством, но требует от других своих детей, чтобы они это блаженство заслужили; бог сделал жизнь ангелов безмятежной, но обрек других детей на страдания, телесные и душевные муки; бог проповедует справедливость и создал ад; проповедует милосердие и создал ад; проповедует золотые заповеди любви к ближнему и всепрощения — семижды семь раз прощай врагу своему! — и создал ад; бог проповедует нравственное чувство, а сам его лишён; осуждает преступления и совершает их сам; бог сотворил человека по своей воле, а теперь сваливает ответственность за человеческие проступки на человека, вместо того чтоб честно возложить её на того, кто должен её нести, — на себя; и наконец, с истинно божеской навязчивостью он требует поклонения от униженного раба своего…

## Русские переводы
История русских переводов «Таинственного незнакомца» отражает текстологические сложности и проблемы английских изданий. Первый перевод, выполненный в 1917 году Зинаидой Журавской, был напечатан в альманахе «Шиповник». Второй перевод, выполненный Абелем Старцевым, был опубликован в двенадцатитомном собрании сочинений Марка Твена в 1961 году. Оба соответствуют варианту, опубликованному Пейном в 1916 году.
В 1971 году перевод Старцева был переиздан без изменений в сборнике произведений Марка Твена, вошедшем в «Библиотеку Всемирной литературы» (Вып. 111).
В дальнейшем этот перевод был скорректирован: убран астролог и добавлено несколько новых страниц, удалённых Пейном из-за содержащихся в них антирелигиозных, актуально политических и антиклерикальных мотивов. Данный вариант неоднократно переиздавался.
В 1976 году впервые был издан вариант «Школьная горка» в переводе Н. Колпакова под названием «На школьном холме». В этом издании незаконченный вариант Твена был значительно сокращён и обозначен как рассказ. Убраны все упоминания относительно инфернальной природы незнакомца, в финале он называется пришельцем «из другого временного пояса», что придаёт повествованию научно-фантастический характер.
В 1990 году был опубликован перевод варианта «№ 44, Таинственный незнакомец. Старинная рукопись, найденная в кувшине. Вольный перевод из кувшина», выполненный Людмилой Биндеман по изданию 1969 года (здесь же опубликован полный перевод «Школьной горки»). Данный вариант (за исключением первой и последней глав) существенно отличается от «Таинственного незнакомца» и основные сюжетные коллизии, связанные с появлением Сатаны (называемого здесь «Сорок четвёртый»), разворачиваются в конце XV века в средневековой типографии.

## Экранизации
- «Филипп Траум» (1989) — телевизионный художественный фильм режиссёра Игоря Масленникова, снятый совместно советско-чешскими кинематографистами по заказу Гостелерадио СССР. Состоит из двух серий. Был продемонстрирован по телевидению один раз, 30 сентября 1990 года. Также был перемонтирован для показа в кинотеатрах под названием «Хроника сатаны-младшего» (стал короче телеверсии на 9 минут).